# Aaron Morton
Aaron Morton (* 20. Jahrhundert) ist ein Kameramann und Fernsehregisseur. Bekannt wurde er vor allem durch seine Arbeit für die kanadisch-US-amerikanische Science-Fiction-Serie Orphan Black. Darüber hinaus arbeitete er auch als Kameramann für Kinofilme wie Nemesis Game, Evil Dead oder Zerplatzt.

## Leben und Karriere
Zusammen mit dem Regisseur Jesse Warn begann Aaron Morton Ende der 1990er Jahre Musikvideos und Kurzfilme zu drehen, während er sich bei der Fernsehserie Xena – Die Kriegerprinzessin auch als Kameramann 2001 im Fernsehen erste Sporen verdienen konnte. Im Jahr 2003 gab er dann auch sein Leinwand-Debüt in Kanada mit dem Thriller Nemesis Game. Seitdem pendelt Morton zwischen Fernsehserien wie Legend of the Seeker – Das Schwert der Wahrheit oder Orphan Black und Kinofilmen wie Evil Dead oder Zerplatzt hin und her.
Für seine Kameraarbeit für die von der Kritik gefeierte Science-Fiction-Fernsehserie Orphan Black, in der Hauptrolle war Tatiana Maslany zu sehen, erhielt er zwischen 2014 und 2018 bei den Canadian Screen Awards gleich mehrere Auszeichnungen.
Von 2015 bis zum Jahr 2017 inszenierte Aaron Morton auch selbst drei Episoden für Orphan Black als Fernsehregisseur.
Seit 2020 hat die New Zealand Cinematography Society (NZCS) mit Aaron Morton auch einen neuen Präsidenten.

## Auszeichnungen (Auswahl)
Canadian Screen Award
- 2014: Auszeichnung in der Kategorie Best Photography in a Dramatic Program or Series für Orphan Black
- 2015: Auszeichnung in der Kategorie Best Photography in a Dramatic Program or Series für Orphan Black Episode: By Means Which Have Never Yet Been Tried
- 2016: Auszeichnung in der Kategorie Best Photography in a Dramatic Program or Series für Orphan Black Episode: Certain Agony of the Battlefield
- 2017: Auszeichnung in der Kategorie Best Photography in a Dramatic Program or Series für Orphan Black Episode: From Dancing Mice to Psychopaths
- 2018: Nominierung in der Kategorie Best Photography, Drama für Orphan Black Episode: To Right the Wrongs of Many

## Filmografie (Auswahl)

### Kameramann
Kino
- 2003: Nemesis Game
- 2006: Samoan Wedding
- 2007: The Ferryman – Jeder muss zahlen (The Ferryman)
- 2013: Evil Dead
- 2017: 6 Days
- 2020: Zerplatzt (Spontaneous)
- 2024: The First Omen
- 2024: Abigail

Fernsehen
- 2001: Xena – Die Kriegerprinzessin (Xena: Warrior Princess, Fernsehserie, 1 Episode)
- 2008–2009: Legend of the Seeker – Das Schwert der Wahrheit (Fernsehserie, 8 Episoden)
- 2010–2012: Spartacus (Fernsehserie, 17 Episoden)
- 2011: Spartacus: Gods of the Arena (Fernsehminiserie, 3 Episoden)
- 2013–2017: Orphan Black (Fernsehserie, 47 Episoden)
- 2016: The Shannara Chronicles (Fernsehserie, 2 Episoden)
- 2016–2017: Black Mirror (Fernsehserie, 2 Episoden)
- 2017: American Gods (Fernsehserie, 1 Episode)
- 2020: When the Streetlights Go On (Fernsehkurzfilmserie, 10 Episoden)
- 2022: Der Herr der Ringe: Die Ringe der Macht (The Lord of the Rings: The Rings of Power, Fernsehserie, 1 Episode)

Kurzfilme
- 1999: 9 Across
- 2000: The Painted Lady
- 2000: Little Samurai
- 2004: Picnic Stops
- 2005: Auld Lang Syne
- 2005: Truant
- 2007: Jet Black
- 2010: Frosty Man and the BMX Kid

### Regisseur
- 2015–2017: Orphan Black (Fernsehserie, 3 Episoden)